# Мій лесбійський досвід самотности
Мій лесбійський досвід самотности (яп. さびしすぎてレズ風俗に行きましたレポ, Сабішісуґіте Редзу Фу:дзоку ні Ікімашіта Репо, досл. Звіт про те, як я була настільки самотньою, що пішла до лесбійського борделю; англ. My Lesbian Experience with Loneliness)  — автобіографічна джьосей-манґа Кабі Наґати. Спочатку Наґата опублікувала її на сайті для художників Pixiv. Пізніше вона вийшла як однотомне видання японською від East Press у червні 2016, англійською від Seven Seas Entertainment у червні 2017, причому ця версія виграла премію Гарві за найкращу манґу 2018. Українською офіційно видано видавництвом «Видавництво» в січні 2023 року, передзамовлення були відкриті в грудні 2022.
Манґа була добре оцінена критиками, одна з яких назвала її противагою «юрі-фантазіям», що часто зустрічаються в цьому жанрі; а також була включена в кількох списках найкращих коміксів року, включаючи щорічний список Kono Manga ga Sugoi!. Продовження My Solo Exchange Diary було видане в Японії в грудні 2016, а англійською в червні 2018. Третя частина My Solo Exchange Diary Volume 2 вийшла англійською в лютому 2019. Ще один сиквел My Alcoholic Escape from Reality вийшов у Японії в листопаді 2019, англійською в травні 2021.

## Зміст
Манґа є автобіографічною і розповідає про молоду авторку Кабі Наґату. Твір торкається таких тем, як її психічне здоров'я, дослідження своєї орієнтації та епізоди її молодости. Цей переказ пояснює, чому вона вирішила віддати свою цноту повії.

## Створення й публікація
Мій лесбійський досвід самотности був написаний і нарисований Кабі Наґатою, рисунки були замальовані двотонною палітрою. За словами Наґати, вона не вагається виставляти своє особисте життя напоказ заради створення цікавого вмісту для манґи, хоча вона закритіша, коли розмовляє з людьми віч-на-віч. Вона вирішила зробили це через брак роботи після того, як вона стала манґакою, бо думала, що зробити щось, що було б цікавим і змогло її прогодувати, можна лише заснувавши його на її власному життєвому досвіді. При написанні вона записувала речі, що сталися з нею в минулому, а також свої почуття, у список, переставляючи елементи для створення розказу. Вона намагалася не принижувати й не звеличувати себе, аби дозволити читачам убачати себе й не поширити на них забагато поганих почуттів. Вона сказала, що були деякі речі, яких вона «не змогла торкнутись» у манзі, але які вона хотіла б використати в майбутній праці.
Наґата спочатку опублікувала свою манґу на японському сайті для малюнків Pixiv; пізніше її видало East Press в однотомному варіанті 17 червня 2016. У друкованому томі було додано додаткового матеріалу, а малюнки в манзі були покращені. Seven Seas Entertainment оголосило в жовтні 2016, що вони отримали ліцензію на манґу, пізніше випустивши її 6 червня 2017 року в Північній Америці одним томом, а на наступний день у цифровому варіанті через ComiXology. Продовження, My Solo Exchange Diary, вийшло у видавництві Shogakukan в Японії 10 грудня 2016, а англійською — у видавництві Seven Seas Entertainment 5 червня 2018. Третя праця Наґати в цій лінійці, My Solo Exchange Diary Volume 2, вийшла Seven Seas Entertainment англійською 12 лютого 2019. Четверта частина, My Alcoholic Escape from Reality, вийшла в Японії 7 листопада 2019, англійською 11 травня 2021.

## Відгуки
Манґа була добре оцінена критиками. Компанія-видавництво Takarajimasha назвала Мій лесбійський досвід самотности третьою найкращою манґою для жінок у 2017-річному випуску їхнього щорічного двадцятипозиційного рейтингу Kono Manga ga Sugoi!, після Kin no Kuni Mizu no Kuni і Haru no Noroi. Вона виграла The Anime Awards 2017 у категорії «Манґа року», Publishers Weekly та Amazon назвали її одним із найкращих коміксів 2017, Teen Vogue включила її у своєму списку «найкращих квірних книг до святкування гордости 2017», а творець коміків Тіллі Волден включила її в статті для Bookish про «обов'язкові для прочитання» ЛГБТ-комікси. Вона виграла Премію Гарві в категорії «Найкраща манґа».
Японській газеті Fukui Shimbun сподобалась манґа, а її рецензенти заявили, що думки Наґати залишилися з ними й після прочитання. Сайт новин розважальної індустрії Natalie також позитивно відгукнувся на манґу, назвавши її «захопливим есеєм». Ана Валенс із The Mary Sue назвала її працею, що йде проти типових фантазійних тем у працях жанру юрі й описує реалістичну емоційну й психічну динаміку лесбійських стосунків, і сказала, що події, які призвели до зустрічі Наґати з повією, «пролили нове світло на те, як ми можемо думати про юрі». Гайді МакДональд для The Beat назвав її «мемуаром, перед яким неможливо встояти» й ідеальною для молодих читачів, які теж мають проблеми з ідентичністю та її прийняттям. Юдита Уц із Teen Vogue описала її як «зворушливу й чесну», і кожен, хто колись сумнівався в собі, зможе побачити себе в Наґаті. Мей Вальдівія Руд із Autostraddle славила її як «найкращу книгу, що я прочитала за рік», вихваляючи сирість і чесність Наґати.
Мій лесбійський досвід самотності був другим найпродаванішим коміксом в Північній Америці в тиждень свого випуску за інформацією Nielsen BookScan, одразу після 2-ого тому Bitch Planet. Вона також з'явилась у місячному чарті BookScan на червень 2017, на 11-ому місці.